# Liste der Kunstwerke im öffentlichen Raum in Graz/Straßgang
Diese Liste der Kunstwerke im öffentlichen Raum in Graz/Straßgang enthält die auf „OFFSITE_GRAZ“ (Oeffentliche Kunst seit fuenfundvierzig) gelisteten permanenten Kunstwerke im öffentlichen Raum (Public Art) im Grazer Stadtbezirk Straßgang. OFFSITE_GRAZ wurde im Auftrag der Stadt Graz, in Koordination mit dem Kulturamt, entwickelt und umfasst einen Zeitraum bis 2011.

## Profane Kunstwerke
| Foto |                 | Name                                                                    | Typ | Standort                                                                                | Künstler           | Datierung | Beschreibung | Metadaten           |
| ---- | --------------- | ----------------------------------------------------------------------- | --- | --------------------------------------------------------------------------------------- | ------------------ | --------- | --- | ------------------- |
| BW   | Datei hochladen | Hl. Martin und Bettler ID: 1352                                         |     | Caritas-Altersheim, Speisesaal, Aribonenstraße 6 Standort                               | Fritz Silberbauer  | 1961      | | Standort: Straßgang |
| BW   | Datei hochladen | Engel mit Posaune ID: 1246                                              |     | Bahnhofstraße 20 Standort                                                               | Adolf A. Osterider |           | | Standort: Straßgang |
| BW   | Datei hochladen | Bandltanz ID: 1790                                                      |     | Harterstraße 184 Standort                                                               | Toni Fötsch        | 1984      | | Standort: Straßgang |
| ja   | Datei hochladen | Sitzender Eisbär ID: 1296                                               |     | Kärntner Straße 212 Standort                                                            | Walter Pochlatko   | 1968      | Kunststeinskulptur auf Sockel; die Skulptur wurde in mehreren Kunststeinschichten errichtet; der Sockel wurde im Zuge der umfassenden Sanierung des dahinterliegenden Hochhauses Ende der 2010er Jahre neu gestrichen | Standort: Straßgang |
| BW   | Datei hochladen | Deckengestaltung ID: 920                                                |     | Eingangsbereich innen, Kärntner Straße 218, 220 Standort                                | Franz Felfer       | 1974      | | Standort: Straßgang |
| BW   | Datei hochladen | Anhaltender Verfall ID: 1334                                            |     | Plabutschtunnelmeisterei, Kärntner Straße 296 Standort                                  | Werner Schmeiser   | 1989/90   | | Standort: Straßgang |
| BW   | Datei hochladen | Magie des Sehens ID: 1510                                               |     | Kulturzentrum Straßgang, Kärntner Straße 402 Standort                                   | Robert Wilfling    |           | | Standort: Straßgang |
| ja   | Datei hochladen | das rad der zeit – eine interkulturelle kommunikationsskulptur ID: 1771 |     | Schloss St.Martin – Volksbildungsheim des Landes Steiermark, Kehlbergstraße 35 Standort | Klaus Schrefler    | 2005      | | Standort: Straßgang |
| BW   | Datei hochladen | Baumschule ID: 1432                                                     |     | AHS Graz-West (BG/BRG Klusemannstraße), Klusemannstraße 25 Standort                     | Mario Terzic       | 1991      | | Standort: Straßgang |
| BW   | Datei hochladen | Brunnenobjekt ID: 1206                                                  |     | LSKH, Wagner-Jauregg-Platz 1 Standort                                                   | Norbert Nestler    | 1978      | | Standort: Straßgang |
| BW   | Datei hochladen | Reliefierte Fensterkonsolen und Tor-Schlusssteine ID: 1132              |     | LSKH, Trakt A, Wagner-Jauregg-Platz 1 Standort                                          | Hans Mauracher     | 1951      | | Standort: Straßgang |
| BW   | Datei hochladen | Fassadengestaltung ID: 1353                                             |     | LSKH, Trakt A, Wagner-Jauregg-Platz 4 Standort                                          | Fritz Silberbauer  | 1950      | | Standort: Straßgang |

## Sakrale Kunstwerke
| Foto |                 | Name                                                                          | Typ | Standort                                                                      | Künstler            | Datierung              | Beschreibung | Metadaten           |
| ---- | --------------- | ----------------------------------------------------------------------------- | --- | ----------------------------------------------------------------------------- | ------------------- | ---------------------- | ------------ | ------------------- |
| BW   | Datei hochladen | Kreuzweg ID: 1419                                                             |     | Caritas-Altersheim, Messkapelle Mariä Verkündigung, Aribonenstraße 6 Standort | Rudolf Szyszkowitz  | 1966                   |              | Standort: Straßgang |
| BW   | Datei hochladen | Glasgemälde ID: 1508                                                          |     | Caritas-Altersheim, Messkapelle Mariä Verkündigung, Aribonenstraße 6 Standort | Alfred Wickenburg   | 1964                   |              | Standort: Straßgang |
| ja   | Datei hochladen | Altar, Ambo ID: 1465 HERIS-ID: 51456 Objekt-ID: 57109                         |     | Maria Elend in Straßgang, Florianibergstraße 15 Standort                      | Jörg Uitz           | 1990                   |              | Standort: Straßgang |
| BW   | Datei hochladen | Kreuzwegbilder ID: 864                                                        |     | St. Elisabeth in Webling, Glesingerstraße 36 Standort                         | Werner Augustiner   | 1984/85                |              | Standort: Straßgang |
| ja   | Datei hochladen | Altar, Ambo, Tabernakel ID: 1338                                              |     | St. Elisabeth in Webling Standort                                             | Reinhard Schöpf     | 1972                   |              | Standort: Straßgang |
| BW   | Datei hochladen | Werke der Barmherzigkeit ID: 1494                                             |     | St. Elisabeth in Webling Standort                                             | Franz Weiss         | 1991                   |              | Standort: Straßgang |
| BW   | Datei hochladen | Drei Weise aus dem Morgenland; Hll. Martin, Elisabeth und Franziskus ID: 1495 |     | St. Elisabeth in Webling, Altarwand, Glesingerstraße 36 Standort              | Franz Weiss         | 1972                   |              | Standort: Straßgang |
| BW   | Datei hochladen | Gnadenstuhl ID: 1496                                                          |     | St. Elisabeth in Webling, Altarwand, Glesingerstraße 36 Standort              | Franz Weiss         | 1981/1996              |              | Standort: Straßgang |
| BW   | Datei hochladen | Heimsuchung ID: 1516                                                          |     | St. Elisabeth in Webling, Sakristei, Glesingerstraße 36 Standort              | Erika Wolf-Rubenzer | zwischen 1982 und 1996 |              | Standort: Straßgang |
| BW   | Datei hochladen | Kreuzigung mit Schächern ID: 1141                                             |     | St. Elisabeth in Webling, Werktagskapelle, Glesingerstraße 36 Standort        | Ulf Mayer           | 1989                   |              | Standort: Straßgang |
| BW   | Datei hochladen | Volksaltar ID: 1366                                                           |     | Kirche St. Martin, Kehlbergstraße 35 Standort                                 | Alexander Silveri   | 1969                   |              | Standort: Straßgang |
| BW   | Datei hochladen | Krippenrelief ID: 1492                                                        |     | Kirche St. Martin, Kehlbergstraße 35 Standort                                 | Franz Weiss         | 1952                   |              | Standort: Straßgang |

## Quelle
- OFFSITE_GRAZ. Oeffentliche Kunst seit fuenfundvierzig. Abgerufen am 11. März 2018.